# Sergej Prichod'ko
Sergej Jakovlevič Prichod'ko (in russo Сергей Яковлевич Приходько?; Babrujsk, 13 marzo 1947) è un ex schermidore sovietico, vincitore di due medaglie d'oro ai campionati mondiali di scherma.